# Mister Brasil CNB 2019
Mister Brasil CNB 2019 foi a 14ª edição do concurso de beleza masculino específico para eleger o mais belo brasileiro em busca de títulos internacionais, o Mister Brasil CNB. Trata-se também da 3ª edição sob a marca "CNB" e a 12ª edição sob o comando do empresário Henrique Fontes, mesmo realizador da disputa de Miss Mundo Brasil. Samuel Costa, Mister Brasil CNB 2018, passou a faixa para o representante da Paraíba, Ítalo Cerqueira, no final da cerimônia, realizada em Bento Gonçalves, no Rio Grande do Sul.

## Resultados

### Colocações
| Posição                 | Representação e Candidato |
| ----------------------- | --- |
| Vencedor                | - Paraíba - Ítalo Cerqueira |
| 2º. Lugar               | - Santa Catarina - Luan Antonelli |
| 3º. Lugar               | - Baixada Santista - Matheus Giora |
| Finalistas              | - Paraná - Renan Marconi - Espírito Santo - Maiki Carletti - Minas Gerais - Gleidson Minarini |
| (TOP 10) Seminalistas   | - Ceará - Rodolpho Guedes - Rio Capim - Joel Lira - Goiás - Gustavo Jobbs - Grande Curitiba - Vitor Hugo Araldi |
| (TOP 20) Semifinalistas | - Acre - Pytter Sá - Amazonas - Marcel Arakian - Litoral Potiguar - Max Marcolino - Maranhão - Davi Castro - Mato Grosso do Sul - Rodrigo Vinhal - Pantanal MT - Vitor Tapajoz - Rio Grande do Sul - Thales Machado - SP Capital - Bruno Consoni - Tocantins - Rafael Marinho - Zona da Mata Mineira - Kaio Juliani |

## Misters regionais
Os melhores colocados por região do País:
| Título              | Representação & Candidata          |
| ------------------- | ---------------------------------- |
| Mister Centro-Oeste | - Goiás - Gustavo Jobbs            |
| Mister Nordeste     | - Ceará - Rodolpho Guedes          |
| Mister Norte        | - Rio Capim - Joel Lira            |
| Mister Sudeste      | - Baixada Santista - Matheus Giora |
| Mister Sul          | - Santa Catarina - Luan Antonelli  |

## Etapas

### Etapas Classificatórias

#### Beleza Pelo Bem
| Posição    | Representação & Candidato |
| ---------- | --- |
| 1          | - Santa Catarina - Luan Antonelli |
| Finalistas | - Bahia - Giovanni Queiroz - Guamá - Gilberto Mello - Litoral Potiguar - Max Marcolino - Mato Grosso - Anderson Giordani - Norte Pioneiro - Anderson Giovanini - Pará - Lucas Ursen - Paraíba - Ítalo Cerqueira - São Paulo - Gustavo Bomfim - Vale Europeu - Luciano Freyn |

#### Mister Talento CNB
| Posição    | Representação & Candidato |
| ---------- | --- |
| 1          | - Espírito Santo - Maiki Carletti |
| Finalistas | - Alagoas - Jhônatta Nogueira - Ilhas do Araguaia - Andrei Roggia - Mato Grosso do Sul - Rodrigo Vinhal - Rio Grande do Sul - Thales Machado |

## Candidatos
Disputarão o título este ano:.
| Centro-Oeste         | Centro-Oeste       | Centro-Oeste             | Centro-Oeste |
| Representação        | Candidato          | Origem                   | Ref.         |
| -------------------- | ------------------ | ------------------------ | ------------ |
| Brasília             | Patrick Alvarenga  | Brasília                 | [ 2 ]        |
| Cerrado Goiano       | Diogo Bertoldo     | Aragoiânia               | [ 3 ]        |
| Goiás                | Gustavo Jobbs      | Itaberaí                 | [ 4 ]        |
| Ilhas do Araguaia    | Andrei Roggia      | Primavera do Leste       | [ 5 ]        |
| Mato Grosso          | Anderson Giordani  | Rondonópolis             | [ 5 ]        |
| Mato Grosso do Sul   | Rodrigo Vinhal     | Goiânia                  | [ 6 ]        |
| Pantanal             | Vitor Tapajoz      | Cuiabá                   | [ 5 ]        |
| Nordeste             |                    |                          |              |
| Representação        | Candidato          | Origem                   | Ref.         |
| Alagoas              | Jhonatta Nogueira  | Messias                  | [ 7 ]        |
| Atol das Rocas       | Armando Lemos      | Natal                    | [ 8 ]        |
| Bahia                | Giovanni Queiroz   | Barra do Mendes          | [ 9 ]        |
| Ceará                | Rodolpho Guedes    | Limoeiro do Norte        | [ 10 ]       |
| Costa das Dunas      | Elton Fonsêca      | Serrinha dos Pintos      | [ 11 ]       |
| Fernando de Noronha  | Cuca Souza         | Vila dos Remédios        | [ 12 ]       |
| Litoral Potiguar     | Max Marcolino      | São Miguel do Gostoso    | [ 13 ]       |
| Maranhão             | Davi Castro        | São Luís                 | [ 14 ]       |
| Paraíba              | Ítalo Cerqueira    | Rio de Janeiro           | [ 15 ]       |
| Pernambuco           | Anderson Pessoa    | Carpina                  | [ 16 ]       |
| Rio Grande do Norte  | André Quintiliano  | Parnamirim               | [ 17 ]       |
| Sergipe              | Joaldo Gonçalves   | Riachão do Dantas        | [ 18 ]       |
| Norte                |                    |                          |              |
| Representação        | Candidato          | Origem                   | Ref.         |
| Acre                 | Pytter Sá          | Rio Branco               | [ 19 ]       |
| Amazonas             | Marcel Arakian     | Manaus                   | [ 20 ]       |
| Guamá                | Gilberto Melo      | São Domingos do Capim    | [ 21 ]       |
| Grande Belém         | Jonas Rodrigues    | Belém                    | [ 22 ]       |
| Pará                 | Lucas Ursen        | Belém                    | [ 23 ]       |
| Rio Capim            | Joel Lira          | Mãe do Rio               | [ 24 ]       |
| Tocantins            | Rafael Marinho     | Araguaína                | [ 25 ]       |
| Sudeste              |                    |                          |              |
| Representação        | Candidato          | Origem                   | Ref.         |
| Baixada Santista     | Matheus Giora      | Santos                   | [ 26 ]       |
| Espírito Santo       | Maiki Carletti     | Iconha                   | [ 27 ]       |
| Minas Gerais         | Gleidson Minarini  | Cataguases               | [ 28 ]       |
| Rio de Janeiro       | Vinícius Marçal    | Resende                  | [ 29 ]       |
| São Paulo            | Gustavo Bomfim     | Campinas                 | [ 30 ]       |
| SP Capital           | Bruno Consoni      | São Paulo                | [ 31 ]       |
| Zona da Mata Mineira | Kaio Juliani       | Rio Novo                 | [ 32 ]       |
| Sul                  |                    |                          |              |
| Representação        | Candidato          | Origem                   | Ref.         |
| Ilha dos Lobos       | Dionata Zanotti    | São Leopoldo             | [ 33 ]       |
| Grande Curitiba      | Vitor Hugo Araldi  | Curitiba                 | [ 34 ]       |
| Norte Pioneiro       | Anderson Giovanini | Santo Antônio da Platina | [ 35 ]       |
| Paraná               | Renan Marconi      | Apucarana                | [ 36 ]       |
| Rio Grande do Sul    | Thales Machado     | Taquari                  | [ 37 ]       |
| Santa Catarina       | Luan Antonelli     | Araranguá                | [ 38 ]       |
| Vale Europeu         | Luciano Freyn      | Guabiruba                | [ 39 ]       |

## Outras informações

### Substituição
- Rio de Janeiro - João Mothé ► Vinícius Marçal

### Desistências
- Encantos do Sul - Fillipe Passos

- Planalto Central - Marco Túlio Antunes

- Plano Piloto - Mário Sérgio

### Candidatos em outros concursos

#### Nacional
Mister Brasil CNB
- 2015:  Zona da Mata Mineira - Kaio Juliani (Top 10)
  - (Representando o Estado de Minas Gerais em Florianópolis, Santa Catarina)
- 2015:  Paraná - Renan Marconi (Top 21)
  - (Representando o Estado do Paraná em Florianópolis, Santa Catarina)

Mister Brasil
- 2018:  Tocantins - Rafael Marinho (Vencedor)
  - (Representando o Estado do Tocantins em Goiânia, Goiás)

#### Internacional
Mister Global Teen
- 2015:  Zona da Mata Mineira - Kaio Juliani (2º. Lugar)
  - (Representando o Brasil em Bancoque, na Tailândia)

### Designações
| Candidato (Posição no nacional) | Concurso internacional (local da final)       | Posição na disputa internacional |
| ------------------------------- | --------------------------------------------- | -------------------------------- |
| Ítalo Cerqueira (1º. Lugar)     | Mister Supranational 2019 (Katowice, Polônia) | 2º Colocado                      |

## Ver Também
- Miss Brasil CNB 2019